# Centrum Doskonalenia Oficerów

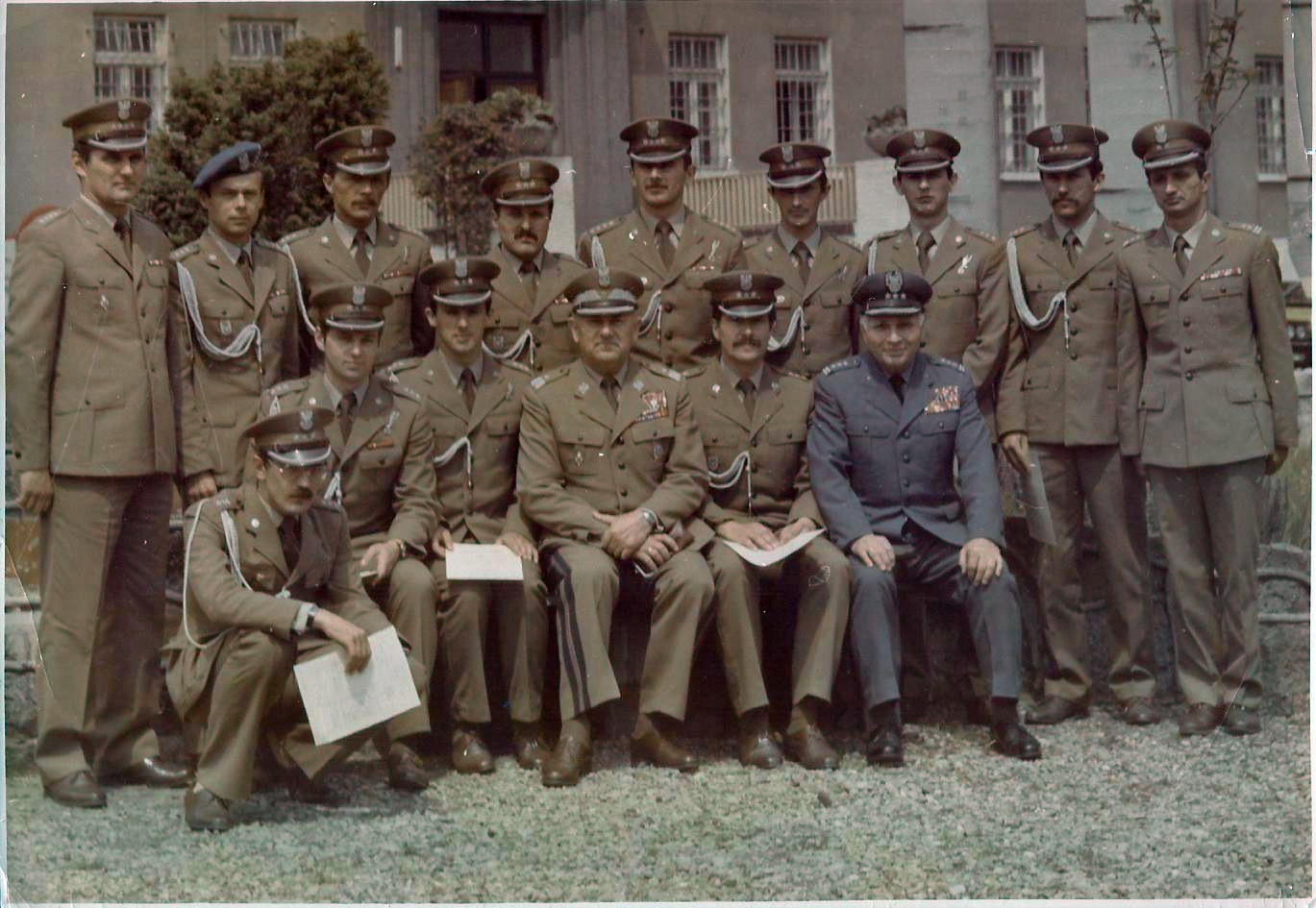
Absolwenci i komendant CDO przed wejściem do uczelni

Centrum Doskonalenia Oficerów WP im. gen. Stanisława Popławskiego (CDO) – ośrodek doskonalenia oficerów ludowego Wojska Polskiego.

## Formowanie i zadania
W 1974 roku Centralny Ośrodek Szkolenia Ogólnowojskowego w Rembertowie został przekształcony w Centrum Doskonalenia Oficerów.
Rozkazem Nr 21/MON Ministra Obrony Narodowej z 9 lipca 1974 roku Centrum przyjęło imię generała armii Stanisława Popławskiego.
Zadaniem Centrum było prowadzenie kursów kwalifikacyjnych dla oficerów różnych szczebli dowodzenia w celu przygotowania ich do objęcia wyższych stanowisk służbowych. Kursy te w zależności od rodzaju trwały od kilku miesięcy do roku. Ukończenie określonego kursu dawało podstawę do wyznaczenia oficera na kolejne stanowisko dowódcze lub sztabowe. W potocznym języku Centrum nazywano „Akademią Polową”.
Centrum Doskonalenia Oficerów rozformowano w 1990 roku.

## Warunki przyjęcia do CDO
Na kursy przyjmowano oficerów zajmujących stanowiska dowódców plutonów, kompanii i batalionów przez okres co najmniej 2 lat, którzy podczas przeglądów kadrowych uzyskali oceny bardzo dobre i wykazywali predyspozycje do objęcia wyższych stanowisk dowódczych lub sztabowych. Przyjęcie na kurs określonego szczebla uwarunkowane było również posiadanym wykształceniem wojskowym lub cywilnym. Od kandydatów na kurs dowódców kompanii i batalionu wymagano ukończenia wyższej szkoły oficerskiej lub studiów wyższych I stopnia, a na kurs dowódców pułków ukończenia Akademii Sztabu Generalnego lub studiów wyższych II stopnia.

## Struktura organizacyjna (1975)
- komenda i sztab
- wydział ogólny
- wydział polityczny
- wydział techniczny
- wydział szkolenia
  - cykl taktyki
  - cykl techniczny
  - cykl nauk społeczno-politycznych
- kursy doskonalenia oficerów
  - kurs dowódców pułków
  - kurs dowódców batalionów piechoty i czołgów
  - kurs dowódców kompanii
  - kurs oficerów sztabu pułku i dywizji
    - kurs starszych oficerów operacyjnych pułków
    - kurs szefów rozpoznania pułku

  - kurs instruktorów sportowych
- kwatermistrzostwo

## Komendanci
- gen bryg. Mieczysław Urbański (1974–1980)
- gen bryg. Apoloniusz Golik (1980–1985)
- gen bryg. Kazimierz Leśniak (1985–1987)
- gen bryg. Bolesław Matusz (1987–1990)

## Absolwenci
- gen. Mieczysław Cieniuch
- gen. dyw. Janusz Lalka
- gen. dyw. Jerzy Michałowski
- gen. dyw. Mirosław Rozmus
- gen. dyw. Mirosław Różański
- gen. bryg. Grzegorz Duda (1983)